# Мехедівка (станція)
Мехе́дівка — проміжна залізнична станція Шевченківської дирекції Одеської залізниці на лінії Оржиця — Золотоноша I між станціями Драбове-Барятинське (11,6 км) та Пальміра (12,5 км). Розташована в селі Мехедівка Золотоніського району Черкаської області.

## Історія
Станція відкрита у 1925 році.

## Пасажирське сполучення
На станції зупиняються  приміські поїзди сполученням Гребінка — Імені Тараса Шевченка.